# Acmaeodera wenzeli
Acmaeodera wenzeli är en skalbaggsart som beskrevs av Van Dyke 1919. Acmaeodera wenzeli ingår i släktet Acmaeodera och familjen praktbaggar. Inga underarter finns listade i Catalogue of Life.